# أبراهام شاليط
أبراهام حاييم شاليط (بالعبرية: אברהם שליט‏) (من مواليد 1898 وتوفي في 21 أغسطس 1979 ) مؤرخ إسرائيلي وباحث في فترة الهيكل الثاني.
في عام 1960، حصل شاليط على جائزة إسرائيل في الدراسات اليهودية. 

## حياته
ولد شاليط عام 1898 في بلدة زولوتشيف الجاليكية، التي كانت حينها تتبع الإمبراطورة النمساوية المجرية (ومن 1918 إلى 1939 كانت تتبع بولندا والآن في أوكرانيا ). درس في جامعة فيينا. في عام 1929، هاجر إلى فلسطين تحت الانتداب البريطاني، وحاليا إسرائيل. وفي عام 1950 التحق بكلية التاريخ في الجامعة العبرية في القدس وعُيِّن أستاذاً في عام 1959.

## أعماله الرئيسية
كتب أبراهام شاليط أعماله الرئيسية عن هيرودس ويوسيفوس فلافيوس. يُظهر اكتشاف أطروحته المفقودة في فيينا عام 1925 عن يوسيفوس فلافيوس تحولًا في وجهات نظره. وكان يرى في أول الأمر أن يوسيفوس مؤرخ سيئً ولكنه وطني، يسعى بصدق إلى تعزيز قضية المتمردين اليهود ضد روما. لاحقًا اعتبره برجماتيًا. 

## الجوائز
- في عام 1960، حصل شاليط على جائزة إسرائيل في الدراسات اليهودية. [4]
- وهو أيضًا حاصل على جائزة تشيرنيتشوفسكي للترجمة المثالية.